# Kongenitale ichthyosiforme Erythrodermie
Die Kongenitale ichthyosiforme Erythrodermie (CIE) ist eine sehr seltene, zu den autosomal-rezessiven kongenitalen Ichthyosen (ARCI) gehörende angeborene Hauterkrankung mit einer Kombination von Rötung der Haut des ganzen Körpers (Erythrodermie) und feinen, weißen Schuppen (Ichthyose).
Die Erkrankung kann als Variante der lamellären Ichthyose angesehen werden.
Synonyme sind: Ichthyose, erythrodermische; englisch Congenital non-bullous ichthyosiform erythroderma
Die Erkrankung ist als nicht-bullöse Form von der autosomal-dominant vererbten Epidermolytischen Ichthyose (Bullöse kongenitale ichthyosiforme Erythrodermie Brocq) abzugrenzen.

## Verbreitung
Die Häufigkeit wird mit 1 – 9 zu 1.000.000 angegeben, die Vererbung erfolgt autosomal-rezessiv.

## Ursache
Als Ursache wurden bislang folgende Mutationen nachgewiesen, vergleiche auch Lamelläre Ichthyose:
- TGM1-Gen auf Chromosom 14 Genort q11, (häufigste Veränderung), welches für die Transglutaminase 1 kodiert
- ABCA12-Gen auf Chromosom 2 (2q34), welches für einen ATP-binding cassette (ABC)-Transporter kodiert.
- ALOX12B-Gen auf Chromosom 12 (17p13), welches für die Arachidonat-12(R)-Lipoxygenase kodiert.
- ALOXE3-Gen auf Chromosom 17 (17p13), welches für die Arachidonat-Lipoxygenase-3 kodiert.
- CYP4F22-Gen auf Chromosom 19 (19p13), welches für Cytochrom P450 kodiert.
- NIPAL4-Gen auf Chromosom 5 (5q33), welches wahrscheinlich für einen Membranrezeptor kodiert.

und ein Genort in der Chromosomenregion 12p11.2-q13.

## Klinische Erscheinungen
Klinische Kriterien sind:
- Erythrodermie bereits bei Geburt mit feinen, weißen Schuppen
- Häufig (bis zu 90 %) beim Neugeborenen vorher gering ausgeprägte Kollodium-Membran, die abgestoßen wird
- Juckreiz und Schmerzhaftigkeit der Haut, eventuell verminderte Sensibilität wegen der Schuppen

Hinzu können Fehlstellung des Augenlides (Ektropium) mit Keratitis und Hornhautnarben, palmo-plantares Keratoderma, Alopezie, Gedeihstörung, Kleinwuchs, Hitzeintoleranz, Nageldystrophie und Schwerhörigkeit kommen.

## Diagnose
Die Diagnose ergibt sich aus dem klinischen Befund.
Die Kollodiummembran kann pränatal durch Ultraschall entdeckt werden.

## Differentialdiagnose
Abzugrenzen sind:
- andere Ursachen einer Erythrodermie beim Neugeborenen wie angeborene Immundefekte
- syndromale Formen der Ichthyose
- Harlekin-Ichthyose
- Lamelläre Ichthyose
- Kongenitale retikuläre ichthyosiforme Erythrodermie
- Peeling-Skin-Syndrom